# Седамнаестоугао
У геометрији, седамнаестоугао је многоугао са седамнаест темена и седамнаест страница.

### Правилни седамнаестоугао
Правилни седамнаестоугао је седамнаестоугао код кога су све странице једнаке дужине и сви унутрашњи углови једнаки.

Сваки унутрашњи угао правилног седамнаестоугла има приближно 158° (степени) 49 ' (минута), а збир свих унутрашњих углова било ког седамнаестоугла износи 2700°.
Ако му је основна страница дужине {\displaystyle a\,\!}, површина правилног седамнаестоугла се одређује формулом

{\displaystyle P={\frac {17a^{2}}{4}}\mathop {\mathrm {ctg} } \,{\frac {\pi }{17}}\approx 22.7355a^{2}}.

Површина се може израчунати и са

{\displaystyle P={\frac {17}{2}}R^{2}\sin {\frac {2\pi }{17}}=17r^{2}\mathop {\mathrm {tg} } \,{\frac {\pi }{17}}}

где је {\displaystyle R} - полупречник описаног круга, а {\displaystyle r} - полупречник уписаног круга.

Обим правилног седамнаестоугла коме је страница дужине {\displaystyle a\,\!} биће једнак {\displaystyle 17a\,\!}.

### Конструкција
Правилни седамнаестоугао је конструктибилан многоугао што је доказао Гаус 1796. године. Према једној анегдоти, толико је био одушевљен открићем да је тражио да му се на надгробној плочи уклеше правилни седамнаестоугао, али је каменорезац то одбио рекавши да је сама конструкција компликована, а да се седамнаестоугао неће разликовати од круга.
Из конструктибилности седамнаестоугла следи да се тригонометријске функције аргумента 2π/17 могу изразити помоћу основних аритметичких операција и кореновања. У Гаусовој књизи Disquisitiones Arithmeticae (Аритметичка истраживања, 1801) може се наћи следећа једнакост, која је овде записана коришћењем савремене нотације:
{\displaystyle \operatorname {cos} {2\pi  \over 17}={\frac {1}{16}}\left(-1+{\sqrt {17}}+{\sqrt {2\left(17-{\sqrt {17}}\right)}}+2{\sqrt {17+3{\sqrt {17}}-{\sqrt {2\left(17-{\sqrt {17}}\right)}}-2{\sqrt {2\left(17+{\sqrt {17}}\right)}}}}\right).}
Прву конструкцију седамнаестоугла која се састоји од 64 корака објавио је Јоханес Ерхингер неколико година после Гаусовог открића. На следећој слици се може видети анимирани приказ Ерхингерове конструкције.